# Седан (футбольний клуб)
«Седан Арден» або просто «Седан» (фр. Sedan Ardennes) — французький футбольний клуб з однойменного міста. Наразі виступає у Аматорському чемпіонаті Франції з футболу. Домашні матчі проводить на стадіоні «Луї Дюґоґез», який вміщує 23 189 глядачів.

## Історія
Футбольний клуб «Седан» було засновано в 1919 році під назвою «Уніон Атлетік Седан-Торсі». В 1953 році клуб набув професійного статусу. Після злиття з паризьким «Расингом» через фінансові проблеми останнього в 1966 розі команда деякий час виступала під назвою «Парі-Седан».
Найвищим досягненням клубу є дві перемоги в Кубку Франції в сезонах 1955–56 і 1960–61. Також у сезонах 1962–63, 1969–70 «Седан» ставав бронзовим призером чемпіонату Франції.
За підсумками сезону 2012-13 команда вилетіла з Ліги 2. Через кілька місяців Національна дирекція з контролю за управлінням клубів відправила «Седан» у Другій аматорський чемпіонат, в якому клуб посів друге місце в своїй групі в сезоні 2013-14. За підсумками сезону 2014-15, «кабани» змогли піднятися в третій дивізіон — Національну лігу.

## Титули та досягнення
- Чемпіонат Франції:
  - Бронзовий призер (2): 1962-63, 1969-70
- Кубок Франції:
  - Володар (2): 1955-56, 1960-61
  - Фіналіст (3): 1964-65, 1998-99, 2004-05
- Суперкубок Франції:
  - Володар (1): 1956